# Lokatindur
Lokatindur är en bergstopp i republiken Island. Den ligger i regionen Austurland, 400 km öster om huvudstaden Reykjavík. Toppen på Lokatindur är 662 meter över havet.
Närmaste större samhälle är Neskaupstaður, nära Lokatindur. Trakten runt Lokatindur består i huvudsak av gräsmarker.